# Eau régale
L’eau régale ou eau royale (aqua regia en latin) est un mélange d’acide chlorhydrique et d’acide nitrique concentrés dans une proportion de deux à quatre volumes d’acide chlorhydrique pour un d’acide nitrique. Elle est appelée ainsi parce qu’elle est capable de dissoudre certains métaux nobles tels le platine, l'or ou le tantale insolubles dans ces acides seuls ou dans tout autre acide simple concentré.

## Applications
L'eau régale est avant tout utilisée dans la production d'acide chloraurique, l'électrolyte utilisé dans le procédé Wohlwill. Ce procédé est utilisé pour le raffinage d'or de très grande pureté (99,999 %).
L'eau régale est aussi utilisée comme agent de gravure et pour certaines analyses chimiques. Elle est aussi utilisée dans certains laboratoires pour nettoyer la verrerie des composés organiques et des particules de métal. Cette méthode est d'ailleurs préférée pour le nettoyage des tubes RMN (en) à la méthode « traditionnelle » du bain dans l'acide chromique, cette dernière pouvant laisser des traces de chrome susceptibles de perturber le spectre de l'analyse suivante. De plus, les bains d'acides chromiques sont dangereux du fait de la haute toxicité du chrome et des risques d'explosion. Cependant l'eau régale est elle-même très corrosive, et a été à l'origine de nombreuses explosions dues à de mauvaises manipulations.

## Réactions chimiques

### Dissolution de l'or
Chaque constituant de l'eau régale joue un rôle dans la dissolution de l'or.
L'acide nitrique est un puissant oxydant, mais pas assez pour permettre l'oxydation de quantités significatives d'or :
{\displaystyle {\ce {{Au_{(m)}}+3{NO_{3(aq)}^{-}}+6H^{+}<<=>{Au_{(aq)}^{3+}}+3{NO_{2(g)}}+3H2O_{(l)}}}}
Cette réaction est en effet un équilibre, qui n'est pas déplacé dans le sens de la formation de l'ion aurique.
L'acide chlorhydrique fournit des ions chlorure ({\displaystyle {\ce {Cl^-}}}) qui permettent le déplacement de l'équilibre d'oxydoréduction par la complexation des ions auriques (formation des anions chloraurates {\displaystyle {\ce {AuCl_{4}^{-}}}}, très stables) :
{\displaystyle {\ce {{Au_{(aq)}^{3+}}+4{Cl_{(aq)}^{-}}<=>>AuCl_{4(aq)}^{-}}}}
La réaction d'oxydation est donc :
{\displaystyle {\ce {{Au_{(m)}}+3{NO_{3(aq)}^{-}}+6{H^{+}}+4{Cl_{(aq)}^{-}}<=>>{AuCl_{4(aq)}^{-}}+3{NO_{2(g)}}+3H2O_{(l)}}}}

### Dissolution du platine
La réaction avec le platine est un peu plus complexe, mais similaire. La réaction initiale produit un mélange d'acide chloroplatineux (H2PtCl4) et de chlorure nitrosoplatinique ((NO)2PtCl4). Ce dernier est un solide qui peut être redissous par lavage à l'acide chlorhydrique concentré.
Pt (s) + 2 HNO3 (aq) + 4 HCl (aq) {\displaystyle \to } (NO)2PtCl4 (s) + 3 H2O (l) + ½ O2 (g)
(NO)2PtCl4 (s) + 2 HCl (aq) {\displaystyle \to } H2PtCl4 (aq) + 2 NOCl (g)

### Décomposition
L'eau régale n'est pas très stable, elle se décompose rapidement par formation de chlorure de nitrosyle et de dichlore :
HNO3 (aq) + 3 HCl (aq) {\displaystyle \to } NOCl (g) + Cl2 (g) + 2 H2O (l)
Le chlorure de nitrosyle se décompose par la suite :
2 NOCl (g) {\displaystyle \to } 2 NO (g) + Cl2 (g)
Les produits de ces réactions n'ont pas le pouvoir oxydant de l'acide nitrique, donc avec le temps l'eau régale perd ses propriétés. Elle doit donc être préparée juste avant utilisation.

## Histoire

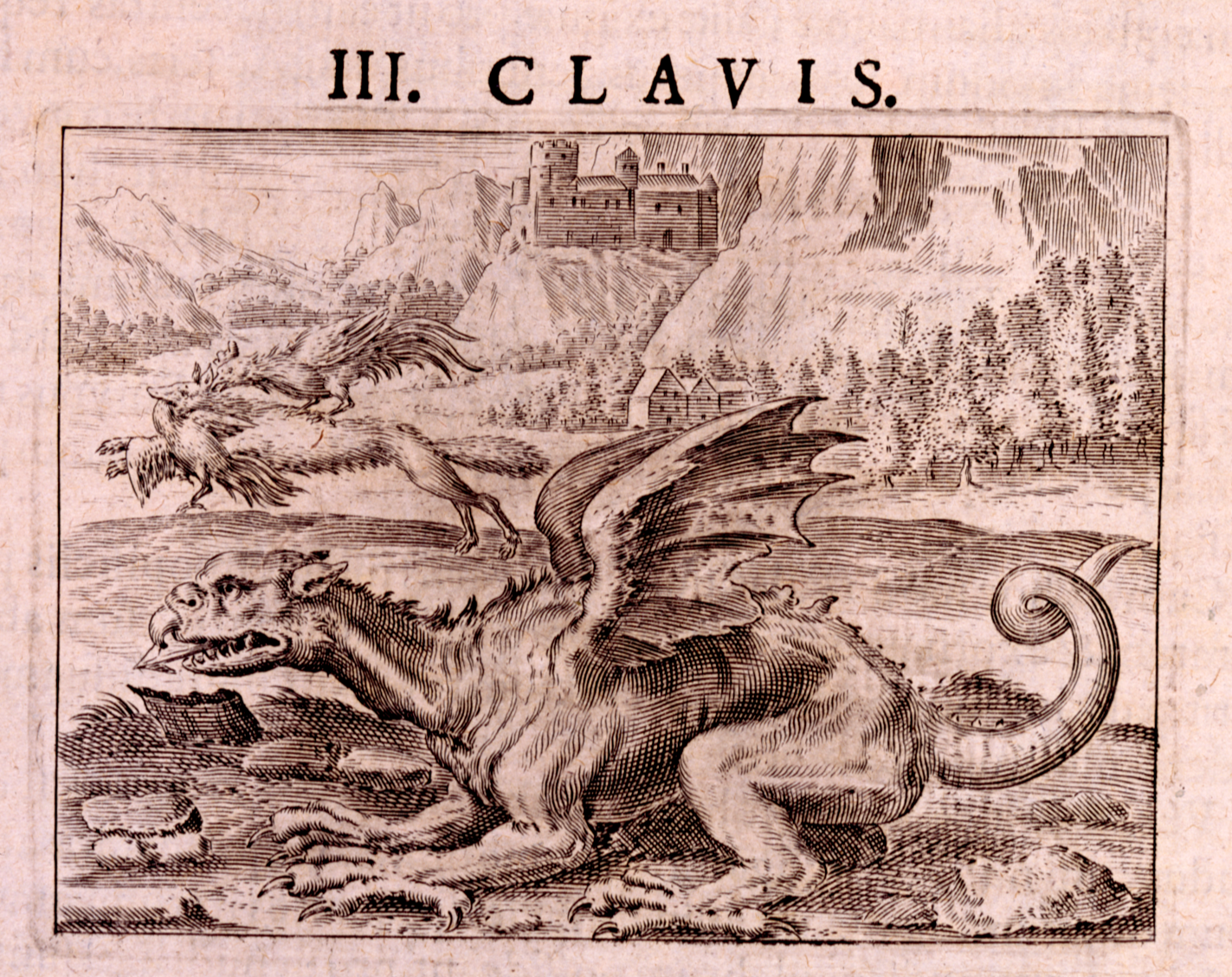
La troisième clef des Douze Clefs de philosophie (1599) évoquant l'eau régale.

L'eau régale fut mentionnée pour la première fois dans une œuvre de Pseudo-Geber datée d'environ 1300.
En 1599, la troisième des Douze Clefs de philosophie (livre d'alchimie) de Basilius Valentinus montre un dragon au premier plan et, au second plan, mangeant un coq, un renard, lui-même attaqué par un coq. Le coq symbolise l'or (de son association avec le lever du soleil et l'association du soleil avec l'or), et le renard représente l'eau régale. La dissolution répétitive, le chauffage et la nouvelle dissolution (le coq qui mange le renard qui mange le coq) entraînent l'accumulation de chlore gazeux dans le ballon de l'alchimiste. L'or se cristallise alors sous forme de chlorure d'or(III), dont les cristaux rouges étaient connus sous le nom de sang de dragon[citation nécessaire].
L'eau régale est constamment évoquée par le philosophe John Locke tout au long son Essai sur l'entendement humain (1690) pour illustrer l'idée de propriété essentielle[pas clair] (en l'occurrence, celle de l'or)[réf. nécessaire].
La réaction n'a pas été rapportée de nouveau dans la littérature chimique avant 1890.
Cette capacité à dissoudre l'or fut utilisée pendant la Seconde Guerre mondiale, au moment de la conquête du Danemark par le troisième Reich, par le chimiste hongrois George de Hevesy. Il voulait éviter le vol par les Nazis du prix Nobel en or de Max von Laue et James Franck en dissolvant les deux médailles dans de l'eau régale. La solution résultante fut gardée dans un laboratoire à l’institut Niels Bohr, où George de Hevesy la récupéra après la guerre. George de Hevesy précipita le sel d’or, et récupéra l'or. La société Nobel le refondit, et refabriqua la médaille.